# Ministerio de Desarrollo Productivo y Economía Plural (Bolivia)
El Ministerio de Desarrollo Productivo y Economía Plural (MDPYEP), es cabeza de los sectores industrial, comercial y turístico, se constituye en una entidad eficiente y transparente que genera políticas de industrialización enfocada en nuevas industrias que permitan la sustitución de importaciones; también genera políticas de protección y regulación del mercado interno, que fortalece la producción nacional a través del sello HECHO EN BOLIVIA para la sustitución progresiva y sistemática de las importaciones. En el ámbito turístico genera políticas nacionales de desarrollo y competitividad turística, las cuales establecen estrategias de articulación de productos locales turísticos, rutas y redes de turismo de base comunitaria para fortalecer al turismo interno y externo.

## Viceministerios
- Viceministerio de Comercio Interno
- Viceministerio de Producción Industrial a mediana y gran escala
- Viceministerio de la micro y pequeña empresa
- Viceministerio de Turismo